# Jeux asiatiques d'hiver de 2003
Navigation
Édition précédente Édition suivante
Les Jeux asiatiques d'hiver de 2003 constituent la cinquième édition des Jeux asiatiques d'hiver, organisée du 1er au 8 février 2003 à Aomori, au Japon.